# Плезант-Гіллс (Пенсільванія)
Плезант-Гіллс (англ. Pleasant Hills) — місто (англ. borough) в США, в окрузі Аллегені штату Пенсільванія. Населення — 8504 особи (2020).

## Географія
Плезант-Гіллс розташований за координатами 40°19′47″ пн. ш. 79°57′35″ зх. д. / 40.32972° пн. ш. 79.95972° зх. д. (40.329815, -79.959649).  За даними Бюро перепису населення США в 2010 році місто мало площу 7,19 км², уся площа — суходіл.

## Демографія
Згідно з переписом 2010 року, у селищі мешкало 8268 осіб у 3560 домогосподарствах у складі 2358 родин. Густота населення становила 1150 осіб/км².  Було 3724 помешкання (518/км²).
Расовий склад населення:
| - 94,8 % — білих - 2,7 % — чорних або афроамериканців - 1,3 % — азіатів |

До двох чи більше рас належало 0,9 %. Частка іспаномовних становила 1,0 % від усіх жителів.
За віковим діапазоном населення розподілялося таким чином: 19,4 % — особи молодші 18 років, 58,1 % — особи у віці 18—64 років, 22,5 % — особи у віці 65 років та старші. Медіана віку мешканця становила 46,8 року. На 100 осіб жіночої статі у селищі припадало 89,9 чоловіків;  на 100 жінок у віці від 18 років та старших — 85,6 чоловіків також старших 18 років.
Середній дохід на одне домашнє господарство  становив 74 837 доларів США (медіана — 63 991), а середній дохід на одну сім'ю — 90 956 доларів (медіана — 80 963). Медіана доходів становила 59 955 доларів для чоловіків та 46 616 доларів для жінок. За межею бідності перебувало 5,6 % осіб, у тому числі 5,1 % дітей у віці до 18 років та 8,1 % осіб у віці 65 років та старших.
Цивільне працевлаштоване населення становило 3966 осіб. Основні галузі зайнятості: освіта, охорона здоров'я та соціальна допомога — 32,7 %, роздрібна торгівля — 12,7 %, науковці, спеціалісти, менеджери — 11,7 %.